# Laserskrivare

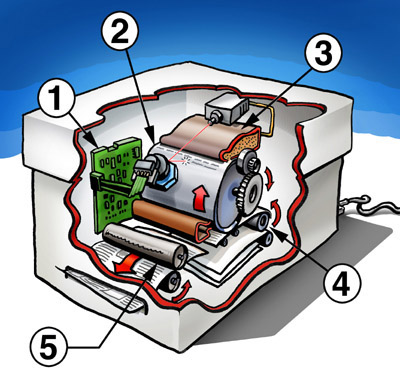
Laserskrivare: 1) elektronikkort, 2) bildöverföringstrumma, 3) inmatning av papper, 4) utmatning.

Laserskrivare är en typ av skrivare till datorer som tillsammans med bläckstråleskrivare är de vanligaste typerna av skrivare. Laserskrivare är i regel dyrare i inköp än bläckstråleskrivare men kostnaden per utskriven sida är betydligt lägre. Detta har länge gjort laserskrivare till det främsta valet för företag, skolor och andra större institutioner där man skriver ut större mängder, framför allt text. Laserskrivare har som regel högre utskriftshastighet än bläckstråleskrivare. En nackdel är att skrivaren måste värmas upp innan första sidan skrivs ut vilket kan ta upp till några minuter.

## Teknik
En laserskrivare fungerar genom att tonerpulvret med hjälp av statisk elektricitet placeras på papperet; därefter smälts tonerpulvret fast genom uppvärmning. Namnet laserskrivare kommer från att en laser används för att rita upp den elektriska bilden av utskriften på bildöverföringstrumman. Idag är en billigare variant där olika typer av lysdioder används i stället för laser vanligare.
Utskriftsprocessen börjar med att bildöverföringstrumman roterar förbi en så kallad coronatråd (en tunn elektrisk ledare) som är uppladdad till mellan 5 000 volt och 10 000 volt. Detta ger upphov till en negativ elektrisk laddning på trummans yta. I nästa steg belyser en laser eller lysdiod delar av trummans fotoelektriska yta. Ljusstrålen neutraliserar den elektriska laddningen i de områden som blir belysta, på så vis ritas en elektrisk bild av utskriften upp på trummans yta. Tonerpulvret attraheras av laddningen på bildöverföringstrumman och fastnar därpå. För att föra över tonerpulvret till papperet ges papperet en elektrisk laddning genom att det passerar en coronatråd. För att slutligen fästa tonerpulvret på papperet passerar det mellan två värmevalsar som under tryck smälter fast pulvret i papperet.
Nyare skrivare (från mitten av nittiotalet och framåt) använder sig av laddningsrullar i stället för coronatrådar. Rullarna är laddade till omkring 600 volt. Denna spänning är för låg för att slå sönder syremolekylerna. Dessa skrivare ger därför inga utsläpp av ozon.

## Färglaser
En färglaserskrivare kan fungera på två olika sätt. I grunden används de fyra tryckfärgerna CMYK, det vill säga cyan, magenta, gult och "nyckelfärg" (vanligtvis svart). Antingen går papperet fyra gånger förbi trumman, då läggs en färg på varje gång, eller så har skrivaren 4 olika trummor, en för varje färg. Versionen med fyra trummor tar större plats och blir lite dyrare, men ger snabbare utskrifter. Dessutom blir risken mindre att toner av fel färg ligger kvar och fastnar när trumman laddas elektriskt nästa gång.

## Tonerkassetter
Tonerpulvret som laserskrivaren applicerar på pappret levereras i kassetter. När tonerpulvret tar slut byts hela kassetten mot en ny. Färglaserskrivare har oftast en kassett för varje färg. Förbrukade och tomma tonerkassetter bör lämnas in för återvinning då både kassetten i sig själv och rester av tonerpulver i kassetten kan vara skadligt för miljön.

## Hälsoperspektiv
Ett australiensiskt forskarlag vid Queensland University of Technology publicerade 2008 en studie kring partikelutsläpp, från 62 skrivare av olika märken. Denna studie har bland annat publicerats i tidskriften Environmental Science & Technologys nätupplaga. I denna studie uppger forskarna att även små mängder av tonerpartiklar som utsöndras från en laserskrivare går att koppla till hälsorisker när dessa ämnen andas in.
En laserskrivare kan avge ett stort antal olika ämnen när den används. Bland annat kan laserskrivare avge sot, blyoxid och klorider. Dessa partiklar kommer ut i luften som man andas via den kylfläkt som finns i laserskrivaren. Ju mindre partiklarna är desto djupare in i lungorna kan de komma och där ställa till skada. Astma och huvudvärk är de mindre symptomen som kan förekomma. Bland de allvarligare åkommorna finns cancer och bronkit. För att undvika att tonerpulver kommer ut från en laserskrivare kan ett skrivarfilter monteras på utsidan av kylfläkten.